# SV Voorwaarts
El Suriname Voetball Voorwaarts es un equipo de fútbol de Surinam que milita en la Liga Mayor de Surinam, la liga de fútbol más importante del país.

## Historia
Fue fundado en el año 1919 en la capital Paramaribo y es un equipo que ha sido campeón de Liga en 6 ocasiones y ha ganado 6 títulos de Copa y cuenta con una rivalidad con el SV Transvaal con quien disputa el llamado Clásico de Surinam.
A nivel internacional ha participado en 3 torneos continentales, en los cuales nunca ha podido superar la Tercera ronda.

## Palmarés
- SVB-Hoofdklasse: 6

1936, 1940/41, 1951/52, 1957/58, 1977, 2001/02
- Copa de Surinam: 0
  - Finalista: 1

1996
- Copa Presidente de Surinam: 0
  - Finalista: 1

1997
- Dragtenbeker: 2

1930, 1931
- Emancipatiebeker: 4

1930, 1932, 1934, 1935

## Participación en competiciones de la Concacaf
- Copa de Campeones de la Concacaf: 3 apariciones

1976 - Tercera ronda
1977 - Segunda ronda
1978 - Tercera ronda